# Euclides da Cunha (gemeente)
Euclides da Cunha is een gemeente in de Braziliaanse deelstaat Bahia. De gemeente telt 59.193 inwoners (schatting 2009).

## Aangrenzende gemeenten
De gemeente grenst aan Banzaê, Cansanção, Canudos, Cícero Dantas, Jeremoabo, Monte Santo, Novo Triunfo en Quijingue.